# Turány
A hasonló nevű turóci községet lásd: Nagyturány
Turány (szlovákul Turany nad Ondavou) község Szlovákiában, az Eperjesi kerületben, a Sztropkói járásban.

## Fekvése

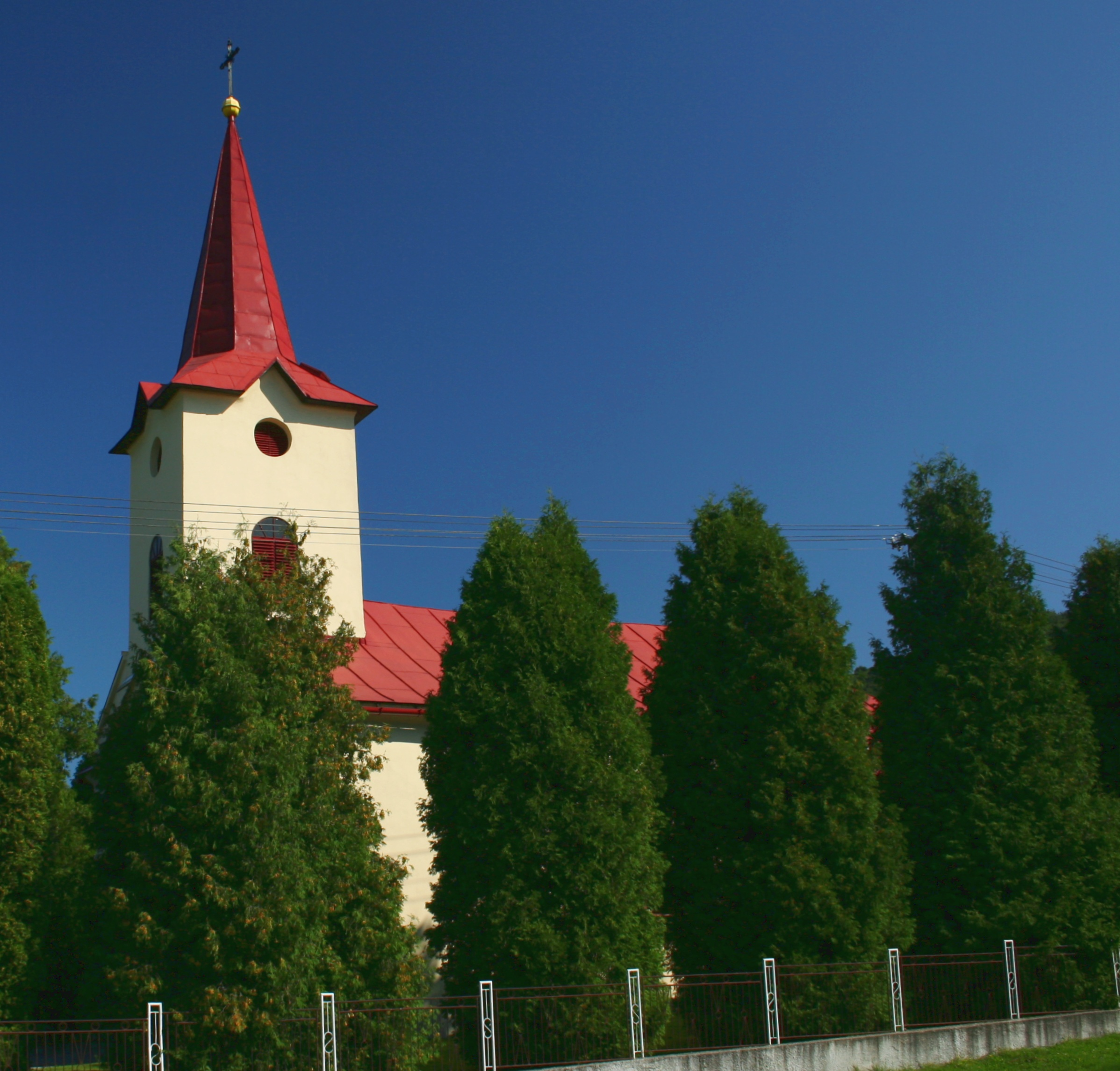
A templom

Sztropkótól 12 km-re délre, az Ondava-víztározó északkeleti partján fekszik.

## Története
A község már a 11. század előtt is létezhetett, erről tanúskodik az itteni földvár. Írott forrásban csak 1361-ben említik először. Neve az ősszláv tur (= őstulok) főnévből származik. A sztropkói uradalom része volt. Területén feküdt a középkorban Kékmező falu, melynek egykori erődítményét valószínűleg a Mikcsfiek építtették sztropkói uradalmuk központjául. Pontos helye és sorsa nem ismert.
1600-ban 17 jobbágyház állt Turányon. 1715-ben 7, 1720-ban 8 háztartása volt.
A 18. század végén Vályi András így ír róla: „TURÁNY. Tót falu Zemplén Várm. földes Ura Jekelfalusi Uraság, lakosai katolikusok, és ó hitüek, fekszik Sztropkóhoz nem meszsze, Boczához 1/4 órányira; határja 3 nyomásbéli, terem gabonát, zabot, szőleje nints.”
1828-ban 40 házában 300 lakos élt.
Fényes Elek 1851-ben kiadott geográfiai szótárában így ír a faluról: „Turány, orosz falu, Zemplén vmegyében, az Ondava mellett: 235 r., 36 g. kath., 9 zsidó lak. Kath. paroch. templom. 593 h. szántóföld. F. u. özv. Jékelfalusy gr. Csáky asszony. Ut. p. Vecse.”
Borovszky Samu monográfiasorozatának Zemplén vármegyét tárgyaló része szerint: „Turány, ondavamenti tót kisközség. Van 48 háza és 246 róm. kath. vallású lakosa. Postája és távírója Kelcse, vasúti állomása Varannó. A sztropkói vár tartozéka volt. Később a Jekelfalussyak, majd a gróf Viczay, báró ’Sennyey s báró Horváth családok lettek az urai. Ezidőszerint nagyobb birtokosa nincsen. Az 1663-ban fellépett pestis itt is dühöngött. Róm. kath. temploma 1825-ben épült. Ide tartozik az ú. n. Határcsárda.”
A trianoni diktátumig Zemplén vármegye Sztropkói járásához tartozott.

## Népessége
| Év:            | 1994. | 2004.   | 2014.   | 2024.    |
| -------------- | ----- | ------- | ------- | -------- |
| Emberek száma: | 409   | 402     | 388     | 345      |
| Eltérés:       |       | -1,71 % | -3,48 % | -11,08 % |

| Év:            | 2023. | 2024.   |
| -------------- | ----- | ------- |
| Emberek száma: | 347   | 345     |
| Eltérés:       |       | -0,57 % |

1910-ben 285, többségben szlovák lakosa volt, jelentős német kisebbséggel.
2001-ben 414 lakosából 403 szlovák volt.
2011-ben 397 lakosából 379 szlovák.

## Nevezetességei
- Szent Joachim és Szent Anna tiszteletére szentelt római katolikus temploma 1825-ben épült.

## Híres emberek
- Itt született 1956. szeptember 12-én Marika Gombitová énekesnő, a szlovák könnyűzene kiemelkedő egyénisége.